# Damlapınar, Beyşehir
Damlapınar là một xã thuộc huyện Beyşehir, tỉnh Konya, Thổ Nhĩ Kỳ. Dân số thời điểm năm 2011 là 391 người.